# 광역 정보 서버
광역 정보 서버(wide area information server, WAIS)는 ANSI 표준 Z39.50 정보 검색 서비스 정의와, 라이브러리 응용 프로그램(Z39.50:1988)이 원격 컴퓨터의 색인 데이터베이스를 검색하도록 통신 프로토콜 규격을 사용하는 클라이언트 서버 텍스트 검색 시스템이다. 1980년대 말에 싱킹 머신, 애플, 다우 존스, KPMG 피트 마윅의 프로젝트로 개발되었다.
WAIS는 OSI 프레임워크(TCP/IP 대용)나 별도의 표준을 따르지 않았지만 Z39.50:1988의 영감을 받아 고유 프로토콜을 만들어 냈다.

## 참조
- RFC1625 WAIS over Z39.50-1988 M. St. Pierre, J. Fullton, K. Gamiel, J. Goldman, B. Kahle, J. Kunze, H. Morris, F. Schiettecatte
- The Z39.50 Information Retrieval Standard Part I: A Strategic View of Its Past, Present and Future, Clifford A. Lynch D-Lib Magazine, April 1997